# Imelica
Imelica (lat. Arceuthobium), biljni rod iz porodice Viscaceae. Tridesetak vrsta raste po dijelovima Afrike, Azije, Europe i Sjeverne i Srednje Amerike.
Imelice su grmasti poluparaziti. Poznatija je A. oxycedri, imelica borovice, koja je raširena od Mediterana pa do zapadih Himalaja, a nalazi se na vrstama roda Juniperus.

## Vrste
1. Arceuthobium abietinum (Engelm.) Abrams
2. Arceuthobium abietis-religiosae Heil
3. Arceuthobium americanum Nutt. ex Engelm.
4. Arceuthobium apachecum Hawksw. & Wiens
5. Arceuthobium azoricum Wiens & Hawksw.
6. Arceuthobium bicarinatum Urb.
7. Arceuthobium blumeri A.Nelson
8. Arceuthobium californicum Hawksw. & Wiens
9. Arceuthobium campylopodum Engelm.
10. Arceuthobium chinense Lecomte
11. Arceuthobium cyanocarpum (A.Nelson ex Rydb.) J.M.Coult. & A.Nelson
12. Arceuthobium divaricatum Engelm.
13. Arceuthobium douglasii Engelm.
14. Arceuthobium gambyi Fridl.
15. Arceuthobium gillii Hawksw. & Wiens
16. Arceuthobium globosum Hawksw. & Wiens
17. Arceuthobium guatemalense Hawksw. & Wiens
18. Arceuthobium hondurense Hawksw. & Wiens
19. Arceuthobium juniperi-procerae Chiov.
20. Arceuthobium littorum Hawksw., Wiens & Nickrent
21. Arceuthobium microcarpum (Engelm.) Hawksw. & Wiens
22. Arceuthobium minutissimum Hook.f.
23. Arceuthobium monticola Hawksw., Wiens & Nickrent
24. Arceuthobium nigrum (Hawksw. & Wiens) Hawksw. & Wiens
25. Arceuthobium occidentale Engelm.
26. Arceuthobium oxycedri (DC.) M.Bieb.
27. Arceuthobium pendens Hawksw. & Wiens
28. Arceuthobium pini Hawksw. & Wiens
29. Arceuthobium pusillum Peck
30. Arceuthobium rubrum Hawksw. & Wiens
31. Arceuthobium sichuanense (H.S.Kiu) Hawksw. & Wiens
32. Arceuthobium siskiyouense Hawksw., Wiens & Nickrent
33. Arceuthobium strictum Hawksw. & Wiens
34. Arceuthobium tibetense H.X.Kiu & W.Ren
35. Arceuthobium tsugense (Rosend.) G.N.Jones
36. Arceuthobium vaginatum (Humb. & Bonpl. ex Willd.) J.Presl
37. Arceuthobium verticilliflorum Engelm.
38. Arceuthobium yecorense Hawksw. & Wiens